# 英語が苦手な大人のDSトレーニング えいご漬け
『英語が苦手な大人のDSトレーニング えいご漬け』（えいごがにがてなおとなのディーエストレーニング えいごづけ）は、2006年1月26日に任天堂から発売されたニンテンドーDS向けの英語トレーニングゲームである。
本ゲームは、英語のディクテーション（聞いて書き取る）トレーニングを行うゲームである。聴こえてきた英単語・英文を附属のタッチペンで書き取ることで、自動的に採点が行われる仕組みである。Touch! Generationsシリーズの一つで、手書き入力機能やゲーム要素を交えた内容である。PC版のえいご漬けと同様に、桐原書店の『データベース3000　基本英単語・熟語（新装版）』の単語と文章を使用している。TOEIC400点以下～600点の人が主な対象。
2007年3月29日に続編『英語が苦手な大人のDSトレーニング もっとえいご漬け』が発売された。

## ゲームシステム
トレーニング記録をつけることができる毎日えいご漬け、すぐに遊べるお試しえいご漬け、他のユーザとの対戦が出来る通信えいご漬けの3つのモードがある。

### 毎日えいご漬け
英語力判定・トレーニング・マイドリルの3種類のモードがある。トレーニングをした日はカレンダーにハンコを押すことができる。また、いままでの判定・トレーニングの記録をグラフで見ることができる。個人データは4人分まで保存可能で、複数人のデータを登録すると、特別なイベントで他の人のトレーニング結果等を見ることができる。

#### 英語力判定
トレーニング中の問題からランダムに出題される。問題数は正解率と回答時間によって変動する。英語力を10段階（上からS,AAA,AA,A,B,C,D,E,F,ドクロ）で判定。このモードは1日に1回、かつトレーニングモードで問題を解いた後でないと選択不能である。

#### トレーニング
例文21段階（初心者-1〜3・1-1〜6-3）+前置詞（1段階）・熟語（3段階）の25段階の問題を解くモード。問題を解いて行くと「ホメ言葉」が追加される。この「ホメ言葉」もトレーニングの問題となる。問題は、単語・その単語を使った文章がそれぞれ出題される。（設定で変更可能）

#### マイドリル
トレーニング予習復習や、さまざまな種類のミニゲームを楽しむことができる。
徹底練習
トレーニングモードで解いた問題の復習。苦手な問題だけを選択して集中的にトレーニング出来る。
オートリスニング
トレーニングモードの問題文を読み上げさせる。ヘッドホンを使えば本体を閉じたままで聴くことも可能。
書き取りハーフマラソン・書き取りマラソン
問題を解く速さを競うミニゲーム。単語を書き取ることでマラソンランナーを走らせる。速く正確に回答するとスピードが上がり、回答に手間取るとランナーがへばってリタイアしてしまう。ハーフマラソンを30秒以内にクリアするとフルマラソンが出現する。フルマラソンを90秒以内にクリアすると新しいハンコ(ランナー)が出現し、60秒以内にクリアすると新しいハンコ(王冠)が出現する。
書き取りネズミ捕り/HARD
チーズを盗まれないようにネズミを退治するミニゲーム。英単語を素早く推測し回答する。ノーマルで3000点以上獲得するとハードが出現する。ハードで500点以上獲得すると新しいハンコ（チーズ）が出現し、2000点以上獲得すると新しいハンコ(肉球)が出現する。
クロスワードパズル
英単語のクロスワードパズル。当初10レベル＋シークレット。当初の10レベルをクリアすると新しいハンコ(魂)が出現する。
発音トレーニング
機械の発音に倣って発声する。自分の声を録音して発音例と聞き比べることができる。

#### イベント
通常のトレーニングとは別に、特別イベントが発生することがある。
発音トレーニング
マイドリルの発音トレーニングと同じトレーニング。ソフト起動時に自分の録音した声が使用されることがある。
お絵かきディクテーション
英語で出された指示に基づいて絵を描くトレーニング。複数人のデータを登録している場合は、展覧会で他の人の描いた絵を見ることができる。
ワンポイントレッスン
トレーニングする日にちなんだディクテーション問題が出題される。
バーバラのいじわるディクテーション
難易度の高いディクテーション問題が出題される。上級者向けのイベントである。なお、このイベントで登場するバーバラは、大合奏!バンドブラザーズからのキャラクターである。

### お試しえいご漬け
お試し英語力判定・お試しトレーニング・お試し発音トレーニングの3種類のトレーニングを試すことができる。個人データを登録する必要がないが、判定結果やトレーニング結果は保存することができない。英語力判定は4段階での判定となる。

### 通信えいご漬け
ニンテンドーDS同士のワイヤレス通信で、対戦ゲームを楽しむことができる。英単語テスト・書き取りレースの2種類のゲームがある。1本のソフトで8人まで対戦可能。また、お試し版のえいご漬けを通信で配布することが出来る。